# کلچات (سراوان)
کلچات (سراوان)، روستایی از توابع بخش زابلی شهرستان سراوان در استان سیستان و بلوچستان ایران است.

## جمعیت
این روستا در دهستان زابلی قرار دارد و براساس سرشماری مرکز آمار ایران در سال ۱۳۸۵، جمعیت آن ۱۰۰ نفر (۲۵خانوار) بوده‌است.